# Melges 24

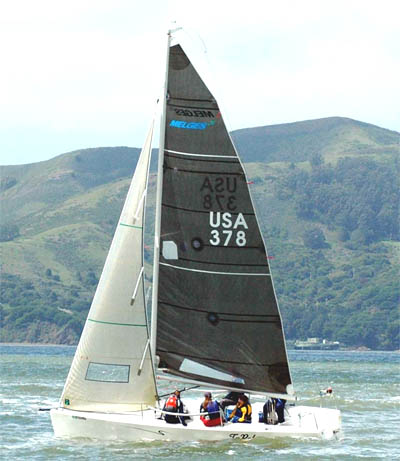
Melges 24

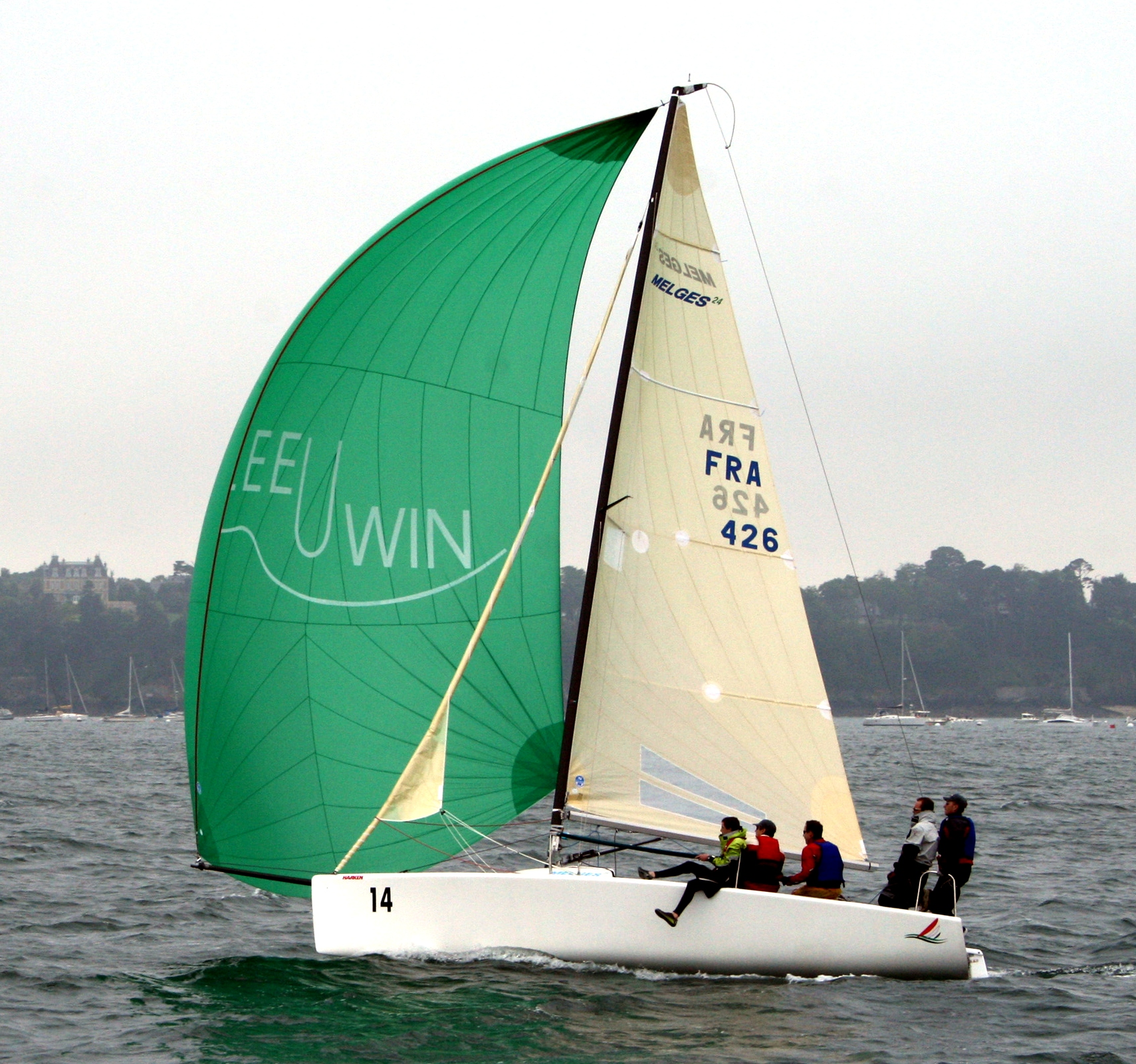
Melges 24 unter Gennaker

Die Melges 24 (M24) ist eine Segelyacht, die hauptsächlich im Regattasport Verwendung findet.

## Geschichte
Die Yacht wird von Melges Performance Sailboats in den USA produziert. Harry Melges, 1992 Mitgewinner des America’s Cups, entwickelte in Zusammenarbeit mit dem Designbüro Reichel/Pugh eine Bootsklasse mit herausragenden Eigenschaften. Sie wurde unter Bezug auf ihre Länge von 24 Fuß als Melges 24 benannt und in den USA 1994 zum „Boot des Jahres“ gewählt.
In den USA entwickelte sich die Klasse innerhalb von fünf Jahren zu einer der stärksten Regattaklassen. Bislang wurden etwas mehr als 850 Boote dieser Klasse gebaut. Im deutschsprachigen Raum sind rund 80 Boote registriert. (Stand 2015)
Die M24 ist (für ein Kielboot) sehr schnell und wird mit Großsegel, Fock und Gennaker gefahren. Die Mannschaft besteht aus vier bis fünf Personen und darf bei Regatten ein Gesamtgewicht von 375 Kilogramm (seit 15. März 2012) nicht überschreiten.
Die Melges 24 ist eine anerkannte internationale Einheitsklasse mit ISAF-Status. Die Vermessungsbestimmungen werden eng ausgelegt und strikt kontrolliert, um Chancengleichheit zu garantieren. Durch die Fertigung aus Faserverbundwerkstoffen in Sandwich-/Vakuum-Technik von Beginn an sind auch ältere Boote konkurrenzfähig.

## Europa- und Weltmeisterschaften
Seit 1997 werden Europameisterschaften in der Melges-Klasse im zweijährigen Rhythmus ausgetragen, Weltmeisterschaften seit 1998 und die German Open seit 2000 jährlich.
Teilnehmerzahlen der letzten Jahre in Europa:
- Europameisterschaft 2007/Rolex-Baltic-Week (Neustadt(Ostsee)/Deutschland) 74 Boote, 14 Nationen
- Weltmeisterschaft 2008 (Porto Cervo/Italien) 114 Boote, 16 Nationen
- Europameisterschaft 2009 (Hyères/Frankreich) 90 Boote, 16 Nationen
- Weltmeisterschaft 2010 (Tallinn/Estland) 79 Boote, 17 Nationen
- Europameisterschaft 2011 (Aarhus/Dänemark) 80 Boote, 16 Nationen
- Weltmeisterschaft 2012 (Torbole/Italien) 125 Boote, 23 Nationen
- Europameisterschaft 2013 (Medemblik/Niederlande) 70 Boote, 13 Nationen
- Europameisterschaft 2014 (Balatonfüred/Ungarn) 62 Boote, 17 Nationen
- Weltmeisterschaft 2015 (Middelfart/Dänemark) 96 Boote, 19 Nationen

Gewinner von Meisterschaften in der internationalen Melges24 Klasse (obwohl vier bis fünf Besatzungsmitglieder an Bord sind, die meist hohen Anteil an den Siegen haben, wird wie in zahlreichen anderen Klassen nur der Steuermann als Sieger geführt):
| Jahr | Weltmeister          | Europameister        | German Open                       |
| ---- | -------------------- | -------------------- | --------------------------------- |
| 2015 | Christopher Rast/SUI | --                   | Markus Scheel/GER                 |
| 2014 | Flavio Favini/SUI    | Matteo Ivaldi/SUI    | Adrian Huber/SUI                  |
| 2013 | Brian Porter/USA     | Flavio Favini/SUI    | Markus Scheel/GER                 |
| 2012 | Carlo Fracassoli/ITA | --                   | Riccardo Simoneschi/ITA           |
| 2011 | Lorenzo Bressani/ITA | Carlo Fracassoli/ITA | Andrea Racchelli/ITA              |
| 2010 | Lorenzo Bressani/ITA | --                   | Hendrik Witzmann/Lutz Boguhn/GER  |
| 2009 | Chris Larson/USA     | Lorenzo Bressani/ITA | Rudolf Houdek/GER                 |
| 2008 | Lorenzo Bressani/ITA | --                   | Arpad Litkey/HUN                  |
| 2007 | Dave Ullman/USA      | Flavio Favini/SUI    | Hendrik Witzmann/Armin Schmid/SUI |
| 2006 | Nicola Celon/ITA     | --                   | Michael Good/SUI                  |
| 2005 | James Spithill/USA   | Gabrio Zandona/ITA   | Michael Good/SUI                  |
| 2004 | Sebastian Col/FRA    | --                   | Christoff Nielsen/GER             |
| 2003 | Samuel Khan/USA      | Luca Santella/ITA    | Kenneth Thelen/FIN                |
| 2002 | Harry Melges/USA     | --                   | Günter Tzeschlock/GER             |
| 2001 | Flavio Favini/SUI    | Cedric Pouligny/FRA  | Mario Zilliani/ITA                |
| 2000 | Giorgio Zuccoli/ITA  | --                   | Kenneth Thelen/FIN                |
| 1999 | Vince Brun/USA       | Christian Roman/FRA  | --                                |
| 1998 | Vince Brun/USA       | --                   | --                                |
| 1997 | --                   | John Merricks/GBR    | --                                |
| 1996 | --                   | John Merricks/GBR    | --                                |